# Dzo

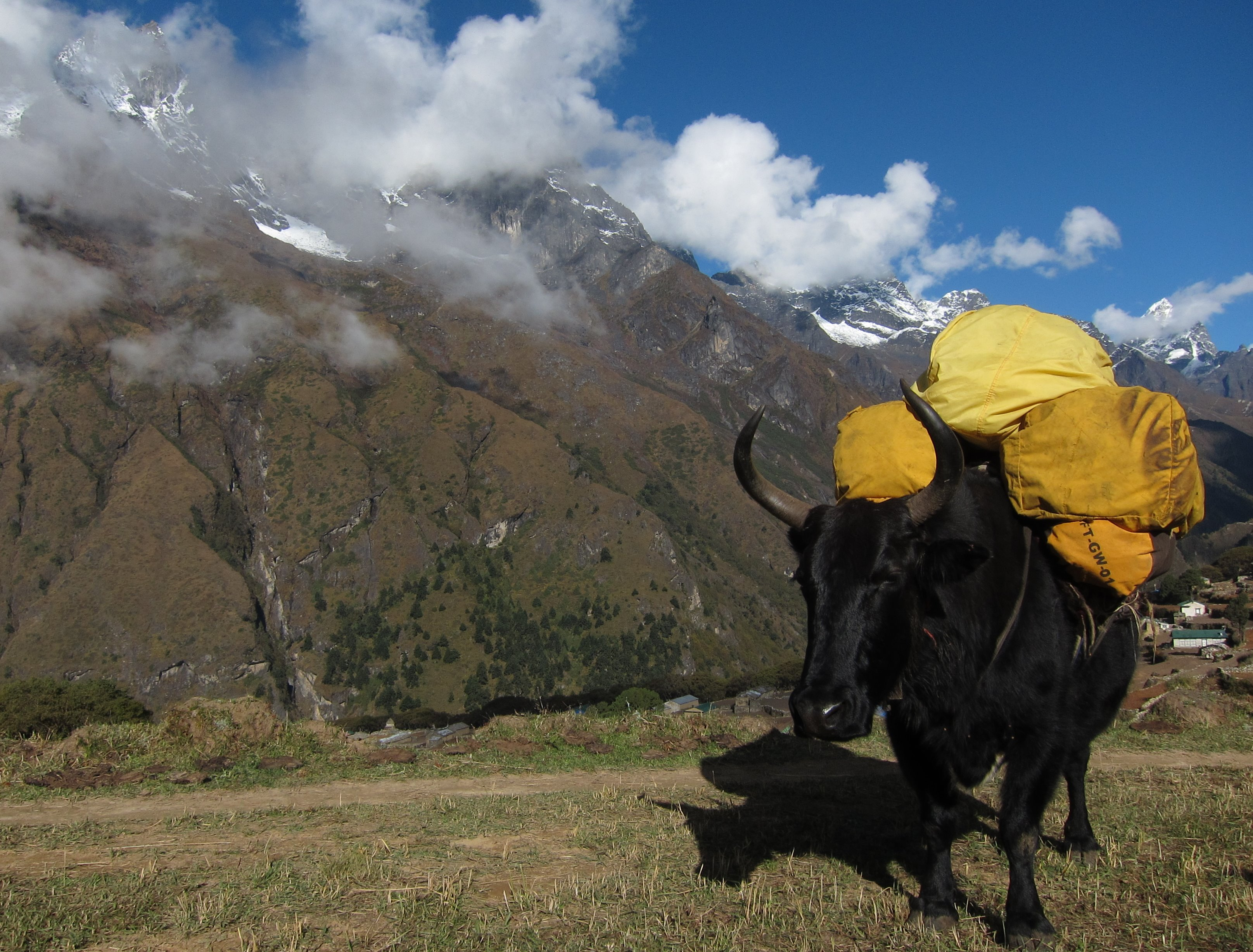
Dzo pełniący rolę zwierzęcia jucznego w drodze na Mount Everest.

Dzo – mieszaniec międzygatunkowy jaka i bydła domowego. Są silniejsze i większe niż bydło (heterozja). W Nepalu i Mongolii używane jako zwierzęta pociągowe i juczne.

## Nazwa
W języku nepalskim dzo (w innych latynizacjach zho oraz zo) oznacza samca tej krzyżówki, zaś dzomo (zhom) samicę.
Mongolska nazwa to chajnag (хайнаг)

## Dalsze krzyżówki
Jedynie samice są płodne. W wyniku krzyżowania zwrotnego dzomo można uzyskać kolejne krzyżówki (ortoom oraz usan güdzee).